# Parc national de Raet
Le parc national de Raet (en norvégien : Raet nasjonalpark) est un parc national situé sur le territoire des communes de Arendal, Tvedestrand et Grimstad dans le comté d'Agder, au sud-est de la Norvège. Il s'agit principalement d'un parc marin et il comprend également quelques îles et zones côtières. Raet couvre une superficie de 607 km², dont 599 km² de zone marine et 8 km² de terres. Le parc a été créé le 16 décembre 2016,,.

## Raet

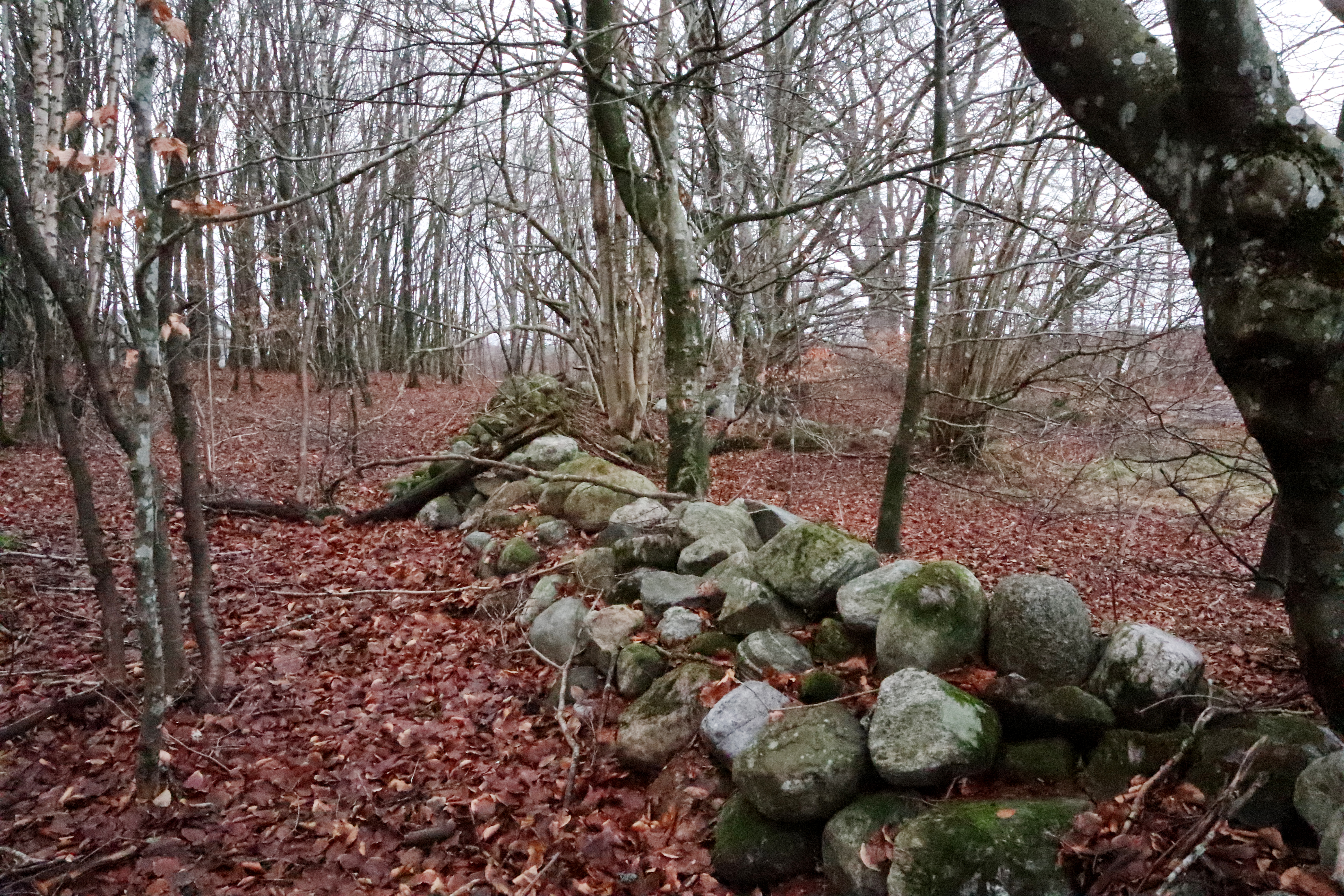
Un mur de pierre au milieu d'arbre, parc national de Raet.

Le parc national de Raet tire son nom de la longue moraine formée par le retrait d'un immense glacier il y a environ 12 000 ans, qui a déversé une énorme quantité de rochers, de cailloux, de gravier, de sable et d'argile qu'il avait ramassés au cours des siècles. Cette formation géologique quaternaire peut être tracée dans toute la Scandinavie ; dans le parc national de Raet, elle est en partie terrestre et en partie sous-marine. Les plages de galets sont caractéristiques dans les zones où le matériau est dégradé par une mer agitée, mais dans les zones plus protégées, la moraine forme des plages de sable fin qui attirent les baigneurs, comme c'est le cas à Hove sur Tromøya et sur l'île de Merdø. Plus à l'intérieur des terres, on trouve des terres agricoles dans de nombreux endroits, mais ces zones sont en dehors des limites du parc. Les villes côtières de Grimstad, Arendal et Tvedestrand offrent un hébergement et des installations aux visiteurs du parc.
Jerkholmen est une petite île du parc national qui se compose principalement de débris rocheux morainiques. Un endroit spécial dans le parc national de Raet est la petite île de galets de Måen (130 m de long) à l'est de Tromøy. Ici, le sommet de la crête est si haut au-dessus de la surface de la mer qu'il forme une petite île instable de galets. De nombreux navires ont coulé dans cette zone, connue sous le nom de cimetière de navires. Raet continue vers l'est du parc national de Raet au parc national de Jomfruland à Telemark et à Mølen à Vestfold.

## Espace marin
La mer dans cette zone est peu profonde et exposée aux courants qui se déplacent vers l'ouest le long de la côte. Le fond marin présente des zones de roche et d'autres de sable et de gravier, en particulier dans les zones les plus abritées. Dans les zones rocheuses, il y a des forêts de varech et une grande variété de poissons et d'invertébrés, mais dans les endroits plus protégés, les zostères dominent.

## Zone terrestre
La zone terrestre côtière incluse dans le parc comprend des rivages rocheux, caillouteux et sablonneux et un certain nombre d'habitats de zones humides, y compris les eaux saumâtres du delta de la Nidelva. Le parc abrite une riche avifaune, comprenant des espèces résidentes et des oiseaux migrateurs voyageant entre leurs quartiers d'hiver et leurs aires de reproduction.

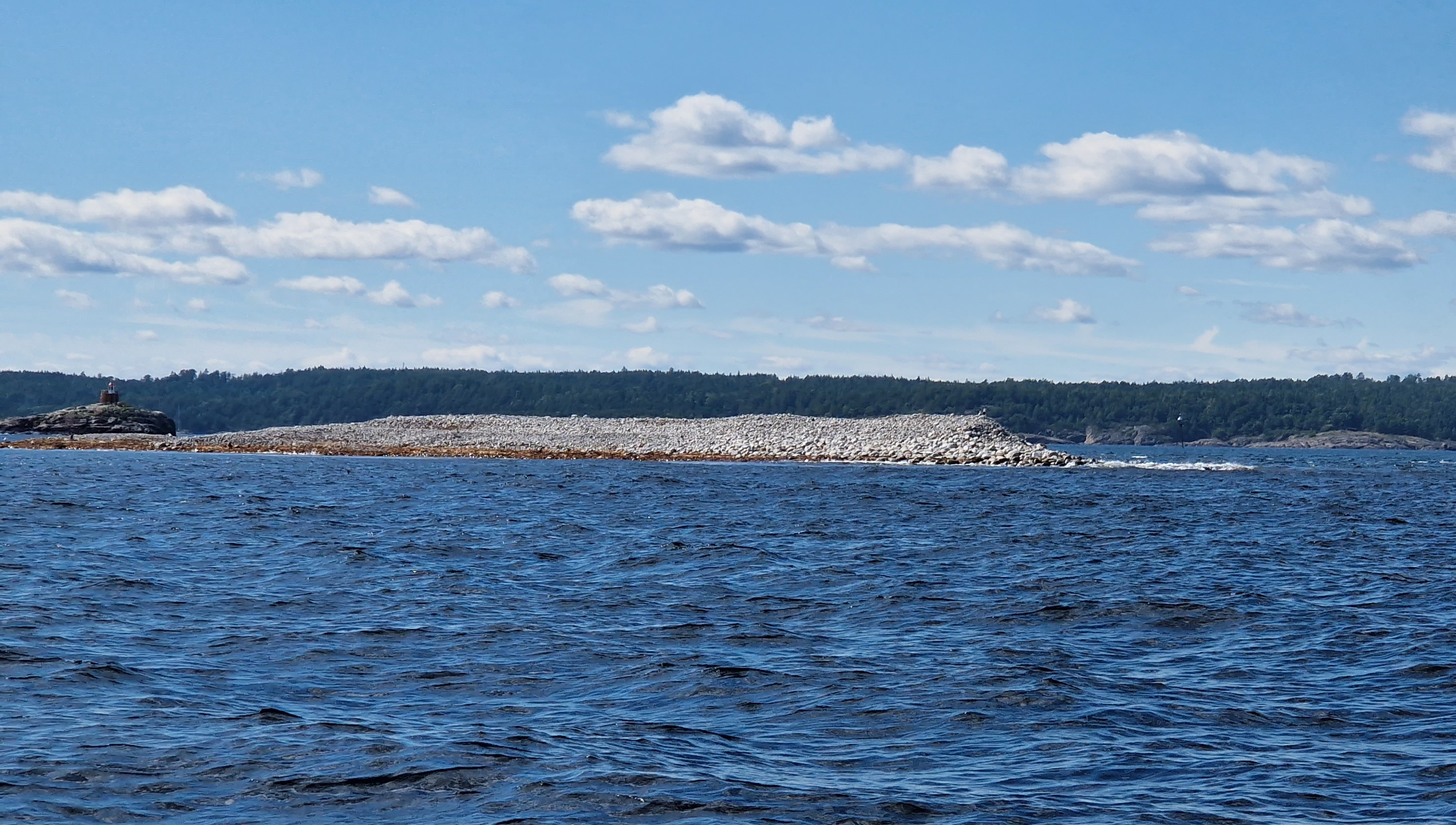
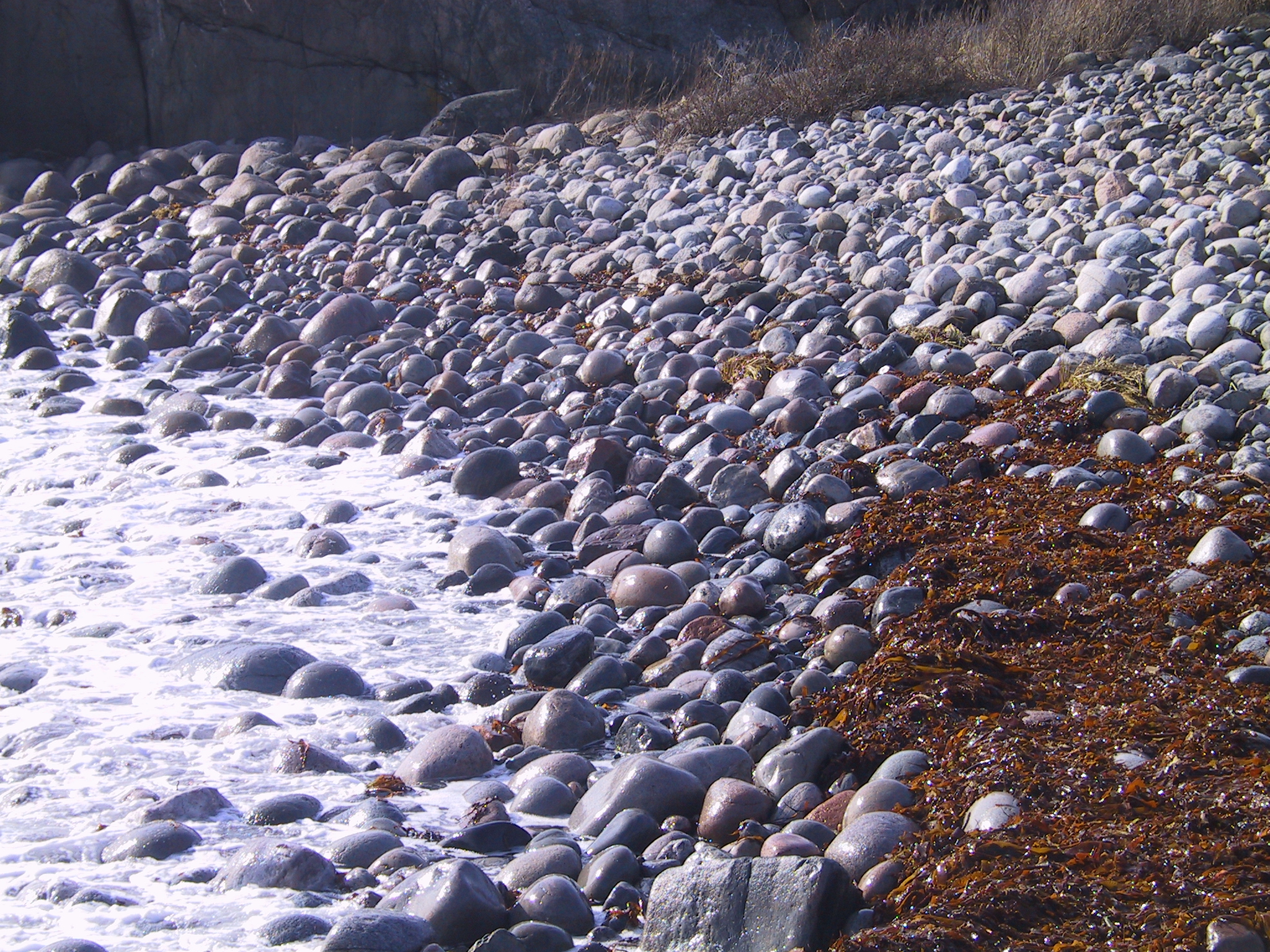
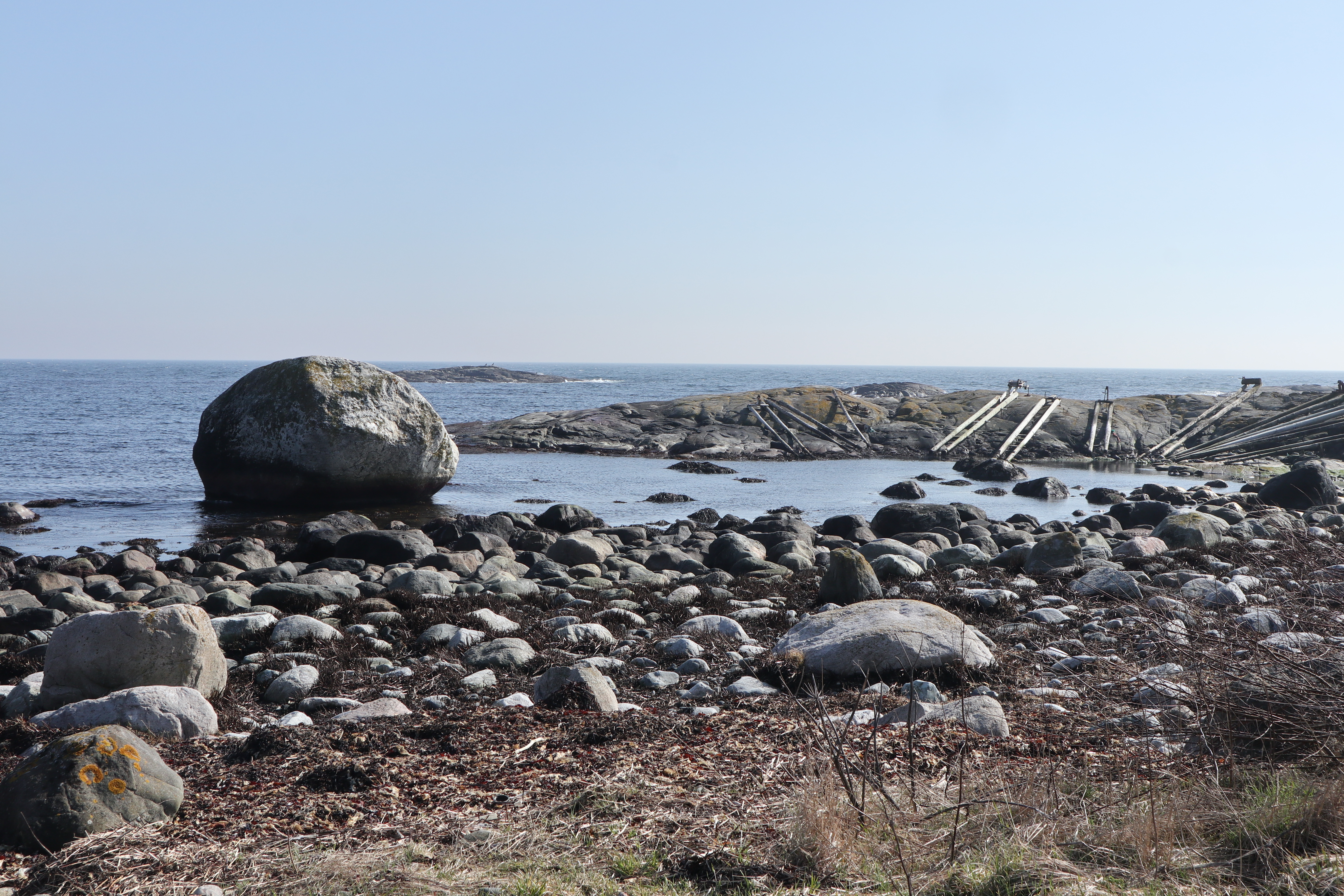